# Moneda vigatana
La moneda vigatana fou una moneda pròpia del Comtat d'Osona, des del 911 fins a la Guerra dels Segadors. El dret d'encunyar moneda va ser atorgat pel comte de Barcelona i Osona Guifré II a la seu de Vic. El 1315 Jaume el Just adquirí aquests drets, fins a l'any 1484, quan Ferran el Catòlic tornà a concedir llicències per a encunyar moneda local per la Vegueria d'Osona.